# Ludmila Turečková
Ludmila Turečková (rozená Laštovková, 15. září 1912 Praha – po 1988?) byla česká právnička a advokátka, členka KSČ, která byla činná jako obhájkyně ex offo obviněných během politických procesů v komunistickém Československu v 50. letech a také následných rehabilitacích odsouzených politických vězňů v 60. letech 20. století. Byla manželkou právníka, historika a profesora Právnické fakulty Univerzity Karlovy Josefa Turečka.

## Život
Narodila se do rodiny inženýra Zdeňka Laštovky a jeho manželky Marie, rozené Kaulichové. Po absolvování středního vzdělání začala studovat Právnickou fakultu Univerzity Karlovy, kde v roce 1936 získala titul JUDr.
Pravděpodobně již při studiích se seznámila s Josefem Turečkem, původem z Plzně, za kterého se v roce 1939 provdala a užívala příjmení Turečková. Tureček v nových poválečných podmínkách vstoupil do KSČ, patrně ve stejné době vstoupila do strany také Turečková.

### Proces Machalka a spol.
Po komunistickém převratu v únoru 1948 se dostala pod tlak režimu, mimo dalších politicky nepohodlných společenských skupin, také katolická církev a její představitelé. Nový režim začal soustavně usilovat o rozklad církevních struktur prostřednictvím vykonstruovaných obvinění a uměle vytvořených důkazů, majících za cíl zdiskreditovat církev před veřejností a zbavit jí společenské moci a důvěry. V roce 1951 byla Turečková přidělena jako obhájce ex offo dvěma obviněných kněží, Ivana Mistiaka a Jana Urbana, v procesu se skupinou Augustina Machatky. I přes účelové vedení procesu a tajný protokol procesu s předem určenými rozsudky se Turečková snažila své mandanty hájit dle řádného advokátského jednání, soudu navrhovala osvobození obžalovaných a také propuštění zadržených svědků v procesu. Její námitky však byly soudem zamítnuty, v procesu pak padly mnohaleté tresty vězení. Jako prokurátorka v procesu působila lidová prokurátorka Ludmila Brožová, známá díky svým emotivními vystoupeními v procesu se skupinou Milady Horákové.

### Rehabilitace politických vězňů
Přehodnocení politiky KSČ v 50. letech, po tzv. pádu kultu osobnosti, vedly k propuštění velké části odsouzených během vykonstruovaných procesů v rámci amnestie roku 1960. V následujících letech pak začalo přibývat odsouzených domáhajících se revize svého soudního řízení a následné rehabilitace. Turečková v této době zastupovala několik takto postižených mandantů, u řady z nich pak dosáhla nápravy.
V 70. letech pak odešla do penze. Ovdověla roku 1979.

### Úmrtí
Ludmila Turečková zemřela po roce 1988. V tomto roce uveřejnila v deníku Lidová demokracie oznámení o 9. výročí úmrtí jejího manžela.